# Бернар Піво
Бернар Піво (нар. 5 травня 1935, Ліон, департамент Рона, Франція — пом. 6 травня 2024, Неї-сюр-Сен) — французький журналіст, автор і ведучий культурних програм на французькому телебаченні. У 1980–1990-х роках здобув велике визнання як літературний критик і ведучий літературно-культурних програм «Апострофи» та «Бульйон культури».

## Біографія
Піво народився в Ліоні 5 травня 1935 року в сім'ї бакалійників. Під час Другої світової війни його батько, Шарль Піво, потрапив у полон, а мати перевезла родину до села Кенсьє-ан-Божоле, де Бернар Піво пішов до школи. У 1945 році його батька звільнили, і возз'єднана сім'я повернулася до Ліона. У віці 10 років Піво пішов до католицької школи-інтернату, де відкрив для себе пристрасть до спорту, в той час як з традиційних шкільних предметів, окрім французької мови та історії, у нього були посередні успіхи.
Після закінчення юридичного факультету в Ліоні Піво вступив до Центру підготовки журналістів (CFJ) у Парижі, де познайомився зі своєю майбутньою дружиною Монікою. Він закінчив навчання другим на своєму курсі. Після стажування в газеті Le Progrès у Ліоні він цілий рік вивчав економічну журналістику, а потім у 1958 році приєднався до газети Figaro Littéraire.
У 1970 році він вів щоденну гумористичну радіопрограму. У 1971 році Figaro Littéraire закрився, й Піво перейшов до редакції Le Figaro. Він пішов у 1974 році після розбіжностей з Жаном д'Ормессоном. Жан-Жак Серван-Шрайбер запропонував йому розпочати новий проект, який уже через рік призвів до створення нового журналу Lire. Тим часом, у квітні 1973 року Піво почав вести телевізійну програму "Ouvrez les guillemets" ("Відкрийте лапки") на Першому каналі ORTF. У 1974 році ОРТФ було розпущено, і Піво розпочав свою програму "Апострофи". Вперше "Апострофи" вийшли в ефір на 2-у каналі французького телебачення 10 січня 1975 року і проіснували до 1990 року Потім Піво створив перебачу "Бульйон культури" з метою розширити інтереси людей, які не обмежувалися лише читанням. Однак, зрештою, він повернувся до книжок
Піво помер від раку в Неї-сюр-Сен 6 травня 2024 року у віці 89 років. 

## Чемпіонат з правопису
У 1985 році Pivot разом з лінгвісткою Мішлін Сомман заснував Championnats d'orthographe («Чемпіонат з правопису»), який у 1992 році став Championnats mondiaux d'orthographe («Чемпіонатом світу з правопису»), а в 1993 році — змаганням під назвою Dicos d'or («Золоті словники»).

## Членство
- 2004—2019: член Академії Гонкура як перший неписьменник (президент з 2014 р.)
- 2008: Почесний член Ордену Канади
- 2011: кавалер Національного ордена Квебеку

## Публікації
- L'Amour en vogue, Roman. Calmann-Lévy, Paris 1959.
- La vie oh là, la!, Chronik. Grasset, Paris 1966.
- Le Football an Vert über den Klub AS Saint-Étienne. Hachette-Gamma, Paris 1980.
- Le Livre de l'orthographe, Einführung. 1989.
- Remontrance à la ménagère de moins de 50 ans. Plon, Paris 1998.
- Le Métier de lire, réponses à Pierre Nora. Gallimard, Paris 1999; neu verlegt und ergänzt in der Reihe Folio des Verlags 2001.
- 100 mots à sauver. Albin Michel, Paris 2004.
- Dictionnaire amoureux du vin. Plon, Paris 2006.
- 100 expressions à sauver. Albin Michel, Paris 2008.
- Les Mots de ma vie, Autobiographie. Albin Michel, Paris 2011.
- Les Tweets sont des chats. Albin Michel, Paris 2013.